# 9394 Manosque
9394 Manosque eller 1994 PV16 är en asteroid i huvudbältet som upptäcktes den 10 augusti 1994 av den belgiske astronomen Eric W. Elst vid La Silla-observatoriet. Den är uppkallad efter den franska staden Manosque.
Asteroiden har en diameter på ungefär 6 kilometer.